# Die Mensch Maschine
Die Mensch Maschine, tradus Mașina-Om,  este un album Kraftwerk din 1978. Conține hit-ul Das Modell, care a fost pe locul 1 în Marea Britanie în 1982 (The Man-Machine) și care a fost preluat de nenumǎrate trupe, printre care și Rammstein.
Acesta a fost primul album care l-a menționat și pe Karl Bartos contribuind la scrierea melodiilor, alǎturi de Ralf Hutter și Florian Schneider. Emil Schult a realizat versurile piesei "Das Modell".
Din punct de vedere muzical, albumul are un sunet unic ca și predecesorul Trans-Europa Express, melodiile sunt și mai puternice, iar percuțiile electronice și sintetizatoarele își fac și ele simțite prezența.
Înregistrarea inițialǎ a fost fǎcutǎ la studioul personal Kraftwerk, Kling Klang, dar s-a muncit apoi și la studioul Rudas din apropiere, unde inginerul de sunet Leanard Jackson a fost angajat sǎ realizeze mix-ul final al albumului.
Albumul a fost votat #96 de revista Q Magazine în Lista Celor Mai Bune 100 Albume din Februarie 2006.

## Lista melodiilor
1. Die Roboter / Roboții - 6:11
2. Spacelab - 5:51
3. Metropolis - 5:59
4. Das Modell / Modelul - 3:38
5. Neon Licht / Luminile Neoanelor - 9:03
6. Die Mensch Maschine / Mașinǎria Umanǎ - 5:28